# Вонсвил (Охајо)
Вонсвил (енгл. Vaughnsville) насељено је место без административног статуса у америчкој савезној држави Охајо.

## Демографија
По попису из 2010. године број становника је 262.
| Група             | 2000.    | 2010.       |
| Белци             | 0 (0,0%) | 253 (96,6%) |
| Афроамериканци    | 0 (0,0%) | 0 (0,0%)    |
| Азијати           | 0 (0,0%) | 3 (1,1%)    |
| Хиспаноамериканци | 0 (0,0%) | 5 (1,9%)    |
| Укупно            | 0        | 262         |